# Rychle a zběsile 7
Rychle a zběsile 7 (v anglickém originále Furious 7) je americký akční film ze série Rychle a zběsile. Jeho režisérem je James Wan. Jde o sequel k Rychle a zběsile 6 a dějově i k Rychle a zběsile: Tokijská jízda. Jedná se o jeden z nejvýdělečnějších filmů historie.

## Natáčení, informace a pozadí
Po komerčním úspěchu Rychle a zběsile 5 a Rychle a zběsile 6, jež dohromady vydělaly 1,4 miliardy dolarů, producenti prosadili natočení dalšího, již sedmého, dílu série, a to ve zrychleném režimu, kdy měl celý film vzniknout za pouhý rok. Kvůli tomuto tempu režisér Justin Lin (autor třetího až šestého dílu série) odmítl film režírovat, a proto byl najat James Wan. Cílem sedmého filmu bylo dát dohromady všechny herce ze série. Jelikož bylo poslední scénou z šestého filmu série dovršeno protnutí všech filmů série (včetně původně dějově mimo stojící Tokijské jízdy), měl tento sedmý díl zahájit dějově novou trilogii.
Natáčení filmu probíhalo na podzim roku 2013. Plánované datum premiéry bylo stanoveno na 10. července 2014, avšak dne 30. listopadu 2013 měl herec Paul Walker smrtelnou autonehodu. Proto byla premiéra posunuta až na 3. dubna 2015. Po této události bylo natáčení zastaveno. Producenti také začali zvažovat různé varianty řešení této situace, jelikož Walker nedotočil všechny své scény. Nakonec dostal scenárista Chris Morgan za úkol přepsat scénář tak, aby byly využity i již natočené scény s Walkerem, ale jeho postava by důstojně opustila svou roli. Nakonec dotočil zbývající scény za zesnulého Paula Walkera jeho bratr Cody a digitálně mu upravili obličej, aby vypadal jako Paul.
Na konci filmu nechali postavu Briana odejít na odpočinek, aby se mohl věnovat Mie a dítěti.

## Obsazení
| Vin Diesel                             | Dominic Toretto |
| Paul Walker, Cody Walker, Caleb Walker | Brian O'Conner  |
| Dwayne Johnson                         | Luke Hobbs      |
| Michelle Rodriguez                     | Letty Ortiz     |
| Jordana Brewsterová                    | Mia Toretto     |
| Tyrese Gibson                          | Roman Pearce    |
| Ludacris                               | Tej Parker      |
| Lucas Black                            | Sean Boswell    |
| Jason Statham                          | Dackerd Shaw    |
| Kurt Russell                           | Mr. Nobody      |
| Nathalie Emmanuel                      | Ramsey          |
| Djimon Hounsou                         | Mose Jakande    |
| Tony Jaa                               | Kiet            |
| Ronda Rousey                           | Kara            |
| Elsa Pataky                            | Elena Neves     |
| Ali Fazal                              | Zafar           |
| John Brotherton                        | Sheppard        |

## Přijetí

### Tržby
Během otevíracího víkendu vydělal film 147,2 miliony dolarů v USA a 392 milionů dolarů celosvětově. V USA tak zaznamenal 9. nejúspěšnější otevírací víkend historie. Za prvních šest dní film celosvětově vydělal 500 milionů dolarů. Za prvních deset dní film celosvětově vydělal 800 milionů dolarů. V Číně premiéra filmu ustanovila nový rekord, když během prvního dne film utržil 68,6 milionů dolarů. Film dosáhl celosvětově miliardy dolarů za pouhých sedmnáct dní a tím ustanovil nový rekord, který překonal rekord filmů Avengers a Harry Potter a Relikvie smrti – část 2.
V Česku film za první víkend zhlédlo 112 446 diváků a v kinech tak utratili 16 milionů korun. Celkem film zhlédlo 296 886 diváků a v kinech nechali 39,1 milionů korun.

### Filmová kritika
Snímek se od kritiků dočkal převážně pozitivních reakcí. Server Rotten Tomatoes udělil filmu na základě 198 recenzí (z toho 162 kladných) hodnocení 82 %. Server Metacritic ohodnotil snímek 67 body ze 100 možných, přičemž výsledná hodnota byla vypočítána ze 44 recenzí. Podle shrnutí 13 českých recenzí udělil server Kinobox.cz filmu 77 %.